# 格诺特·特劳纳
格诺特·特劳纳（德語：Gernot Trauner，德語發音：[ˈɡeːɐ̯noːt ˈtʁaʊ̯nɐ]；1992年3月25日—），奥地利职业足球运动员，司职后腰，效力于荷甲俱乐部飛燕諾和奥地利国家队。
特劳纳青训时期辗转上奥地利州多支球队，2010年随林茨正式出道。2011至12赛季，特劳纳深受伤病困扰，没有上场，至2012年转会至列特，首次亮相奥超联赛。2017年，回归奥利弗·格拉斯纳麾下的林茨，成长为奥超联赛最出色后腰，在欧战赛场也颇有建树。2021年，转会至荷甲俱乐部飛燕諾，首赛季便率领球队杀入欧足联协会联赛決賽，入选欧协联赛季最佳阵容。
2018年，特劳纳首次入选奧地利國家足球隊，2024年列入奥地利参加歐洲足球錦標賽的大名单。

## 俱乐部生涯

### 早年经历
1997年，特劳纳在上奥地利州豪斯鲁克的因巴赫河畔克马滕SV开启足球生涯。他的青训教练卡尔·卡拉齐（Karl Karazi）很早的时候觉得他是一位“敏捷、技术出色”的球员，特别认可他夺冠的雄心。其后特劳纳辗转多支青训球队，至2006年正式加盟林茨的青训学院，效力于了林茨的U15至U19梯队，2008至09赛季夺得奥地利U17全国联赛冠军。

### 林茨
凭借在林茨U19的出色表现，2010年2月，特劳纳正式与林茨签约。他一开始效力于林茨二队，随球队参加上奥地利地区足球联赛。2010年3月21日，首次代表二队上场，贡献一球，帮助球队6比1大胜格蒙登体育。首赛季，特劳纳共出战10场，攻入3球。球队位列积分榜第二，升级至奥地利中部地区联赛。
2010至11赛季，特劳纳获提拔至赫尔穆特·克拉夫特麾下的林茨一线队，2010年7月31日在0比1负于列特的地区德比战中，替补雷内·奥夫豪瑟上场。2011至12赛季，特劳纳只参加了10场比赛，其余场次因髋部严重损伤缺阵，林茨最终降级至奥乙。

### 列特
2012年6月12日，与林茨合约到期的特劳纳转会至列特，双方签约三年。同年9月1日，列特主场0比1负于格拉茲風暴的比赛中，特劳纳于第84分钟替补纳乔·罗德里格斯上场。
2013年，因颧骨骨折，特劳纳有很长一段时间没有上场。尽管如此，特劳纳还是在球队内建立起首发球员的地位，在主教练奥利弗·格拉斯纳的安排下，位置从中场变为后腰。
2015年3月7日，特劳纳攻入奥超生涯首球，远距离破门，帮助列特2比1战胜格勒迪希。2015年5月，与列特续约至2017年。
2016年4月，特劳纳前十字韌帶受傷，2016至17赛季大部分时间缺席。2016年11月29日，经过半年的休养伤病回归，在0比1负于阿爾特阿赫萊茵多夫比赛的下半场替补克莱门斯·沃尔奇出场。赛季结束后，列特降级至奥甲联赛，是继2003年后再次降级。

### 回归林茨

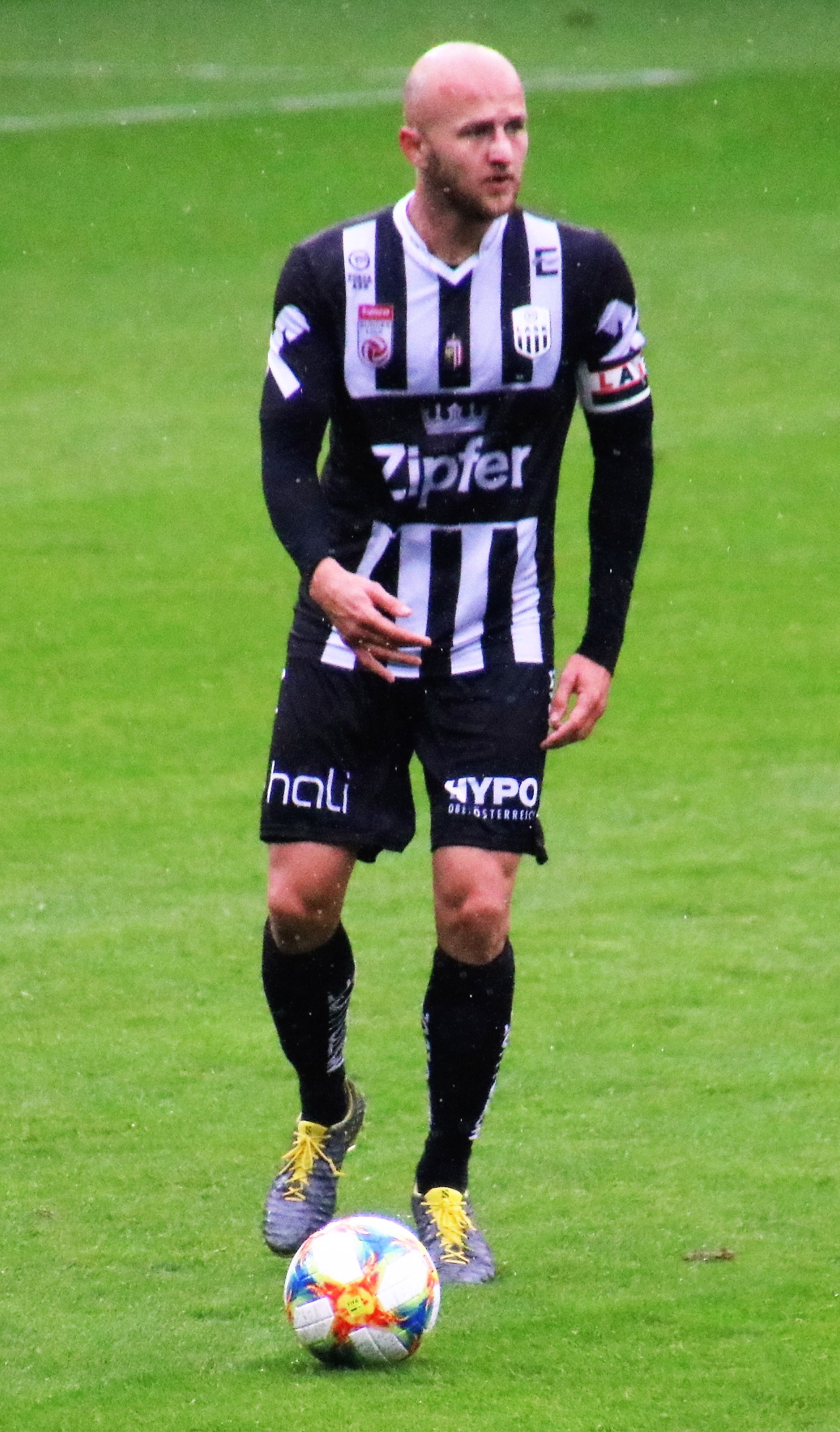
2019年5月，特劳纳迎战薩爾斯堡紅牛

2017年5月29日，特劳纳回归重返奥超的林茨，与俱乐部签约三年。7月15日，特劳纳回归林茨后首场比赛，帮助球队1比0战胜基茨比厄尔。一个礼拜后，回归林茨后首场联赛，帮助球队3比0大胜艾特米拿華卡默德林。2018年2月17日，特劳纳攻入林茨生涯首球，帮助林茨2比0击败阿爾特阿赫萊茵多夫。赛季结束时，林茨位列积分榜第四名，获得欧足联欧洲联赛参赛资格。
2018至19赛季，特劳纳提名球队隊長。2018年7月26日，特劳纳首次参加欧战，帮助球队4比0战胜挪威球队利尼史特朗，晋级欧联资格赛第二轮。最终林茨在资格赛第三轮因客场进球负于贝西克塔什淘汰。赛季结束时，特劳纳为林茨攻入三球，球队位列奥超积分榜第二位。在对阵皇家布魯日的欧洲冠军联赛资格赛附加赛中，特劳纳两黄变一红下场，最终林茨被淘汰，进入欧联小组赛。2019年12月12日，特劳纳攻入欧战首球，帮助林茨3比0战胜葡萄牙士砵亭。八分之一决赛，林茨被曼联淘汰。2019至20赛季，林茨位列奥超积分榜第四位，2020至21赛季继续排行第四。在2020至21赛季欧联小组赛，林茨被淘汰，奥地利杯决赛被薩爾斯堡紅牛淘汰。回归林茨以来，特劳纳为俱乐部出场158次，攻入17球。

### 费耶诺德

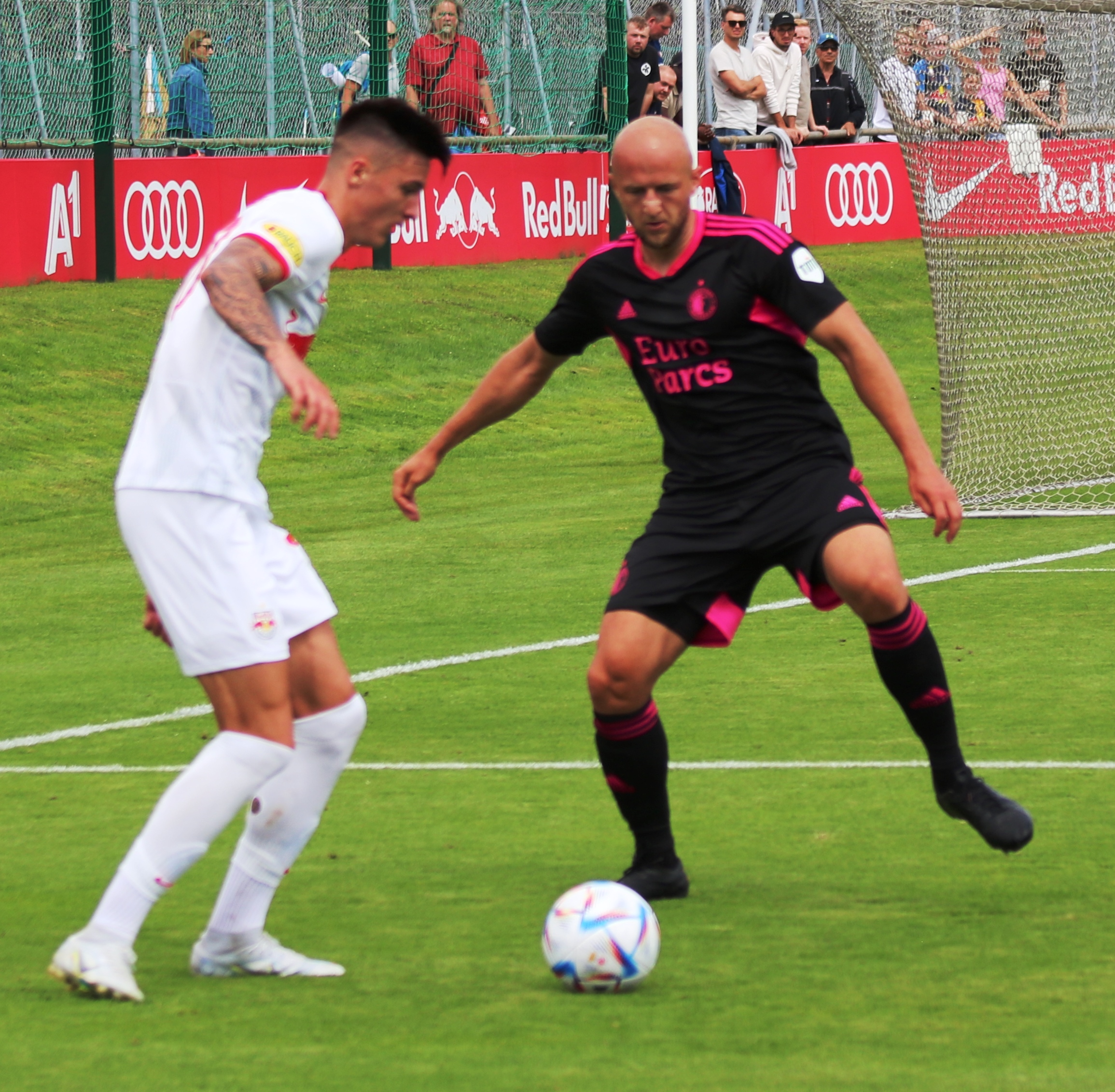
特劳纳（右）效力于飛燕諾

2021年7月26日，特劳纳加盟荷甲俱乐部飛燕諾，转会费高达100万欧元。8月5日，特劳纳首次代表费耶诺德出场，帮助费耶诺德在欧协联3比0战胜盧塞恩。8月15日，特劳纳首次亮相荷甲，帮助球队4比0大胜威廉二世。在费耶诺德首个赛季，特劳纳深受主教练艾尼·史洛赏识，整个赛季入选球队首发阵容，最终费耶诺德位列积分榜第三名。与此同时，特劳纳还率领球队挺进欧协联決賽，是球队自2002年再次亮相欧战决赛。惟球队在决赛0比1惜败若泽·穆里尼奥率领的羅馬，特劳纳个人入选欧协联赛季最佳阵容。
延斯·图恩斯特拉离队后，在2022年8月7日对阵維迪斯的联赛首轮比赛中，特劳纳被费耶诺德主教练艾尼·史洛选为球队队长。特劳纳作为队长的表现受到鹿特丹都会区广播电视台球评埃米尔·谢尔维斯认可，称他“真真正正在用球队队长的身份战斗”。最终费耶诺德老将奥尔昆·柯克曲担任球队正式队长，特劳纳仅担任副队长。2022年12月22日，特劳纳在训练过程中弄伤膝盖，需要结束手术，未来几个月无法上场。最终费耶诺德夺得2022至23赛季荷甲冠军，特劳纳拿下生涯首冠。
2023至24赛季，特劳纳接任离队的奥尔昆·柯克曲，正式担任正队长。

## 国家队生涯
特劳纳曾代表奥地利U18、奥地利U19和奥地利U21参加国际比赛，期间入选奥地利参加2010年欧洲U-19足球锦标赛，三场小组赛均有上场，在对阵英格蘭的比赛中攻入一球。
2018年10月16日，特劳纳首次代表奥地利国家队上场，参加对阵丹麥的友谊赛。2020年11月11日，特劳纳在3比0客场击败盧森堡的比赛中攻入国家队生涯首球。
2024年6月7日，特劳纳入选奥地利参加2024年歐洲足球錦標賽的26人大名单。6月21日，他在3比1战胜波蘭的比赛中头球破门。

## 个人生活
特劳纳已婚，育有三子。

## 生涯数据

### 俱乐部
最後更新：2025年5月18日
| 球队     | 赛季     | 联赛     | 联赛 | 联赛 | 国家杯 | 国家杯 | 欧战 | 欧战 | 总计 | 总计 |
| 球队     | 赛季     | 组别     | 出场 | 进球 | 出场   | 进球   | 出场 | 进球 | 出场 | 进球 |
| -------- | -------- | -------- | ---- | ---- | ------ | ------ | ---- | ---- | ---- | ---- |
| 林茨     | 2010–11  | 奥超     | 13   | 0    | 2      | 0      | —    | —    | 15   | 0    |
| 林茨     | 2011–12  | 奥乙     | 0    | 0    | 0      | 0      | —    | —    | 0    | 0    |
| 林茨     | 总计     | 总计     | 13   | 0    | 2      | 0      | —    | —    | 15   | 0    |
| 列特     | 2012–13  | 奥超     | 15   | 0    | 2      | 0      | —    | —    | 17   | 0    |
| 列特     | 2013–14  | 奥超     | 21   | 0    | 2      | 0      | —    | —    | 23   | 0    |
| 列特     | 2014–15  | 奥超     | 29   | 1    | 2      | 0      | —    | —    | 31   | 1    |
| 列特     | 2015–16  | 奥超     | 29   | 4    | 2      | 0      | —    | —    | 31   | 4    |
| 列特     | 2016–17  | 奥超     | 10   | 0    | —      | —      | —    | —    | 10   | 0    |
| 列特     | 总计     | 总计     | 104  | 5    | 8      | 0      | —    | —    | 112  | 5    |
| 列特     | 2017–18  | 奥超     | 31   | 1    | 3      | 0      | —    | —    | 34   | 1    |
| 列特     | 2018–19  | 奥超     | 28   | 4    | 5      | 1      | 4    | 0    | 37   | 5    |
| 列特     | 2019–20  | 奥超     | 28   | 3    | 4      | 1      | 13   | 2    | 45   | 6    |
| 列特     | 2020–21  | 奥超     | 29   | 4    | 6      | 0      | 6    | 1    | 41   | 5    |
| 列特     | 2021–22  | 奥超     | 0    | 0    | 1      | 0      | 0    | 0    | 1    | 0    |
| 列特     | 总计     | 总计     | 116  | 12   | 19     | 2      | 23   | 3    | 158  | 17   |
| 飛燕諾   | 2021–22  | 荷甲     | 30   | 0    | 1      | 0      | 15   | 0    | 46   | 0    |
| 飛燕諾   | 2022–23  | 荷甲     | 19   | 0    | 0      | 0      | 7    | 0    | 26   | 0    |
| 飛燕諾   | 2023–24  | 荷甲     | 19   | 1    | 3      | 0      | 4    | 0    | 26   | 1    |
| 飛燕諾   | 2024–25  | 荷甲     | 19   | 0    | 0      | 0      | 9    | 1    | 28   | 1    |
| 飛燕諾   | 总计     | 总计     | 87   | 1    | 4      | 0      | 35   | 1    | 126  | 2    |
| 生涯总计 | 生涯总计 | 生涯总计 | 320  | 18   | 33     | 2      | 58   | 4    | 411  | 24   |

1. ↑  奧地利盃、荷蘭盃
2. 1 2 3  欧足联欧洲联赛出场次数
3. ↑  欧洲冠军联赛出战四场，攻入一球；欧联杯出战九场，攻入一球
4. ↑  欧足联协会联赛出场次数
5. 1 2  欧冠联赛出场次数

### 国家队
最後更新：2025年3月23日
| 国家队 | 年份 | 出场 | 进球 |
| ------ | ---- | ---- | ---- |
| 奥地利 | 2018 | 1    | 0    |
| 奥地利 | 2020 | 2    | 1    |
| 奥地利 | 2021 | 2    | 0    |
| 奥地利 | 2022 | 4    | 0    |
| 奥地利 | 2023 | 1    | 0    |
| 奥地利 | 2024 | 4    | 1    |
| 奥地利 | 2025 | 1    | 0    |
| 总计   | 总计 | 15   | 2    |

### 国家队进球纪录
进球比分与最终比分以奥地利得分为先，每一栏代表特劳纳进一球。
| #  | 比赛日期       | 比赛场地                        | 对手   | 进球比分 | 最终比分 | 比赛                 |
| -- | -------------- | ------------------------------- | ------ | -------- | -------- | -------------------- |
| 1. | 2020年11月11日 | 盧森堡盧森堡市若西·巴特尔体育场 | 盧森堡 | 1–0      | 3–0      | 表演賽               |
| 2. | 2024年6月21日  | 德国柏林奧林匹克體育場          | 波蘭   | 1–0      | 3–1      | 2024年歐洲足球錦標賽 |

## 荣誉纪录
费耶诺德
- 荷兰足球甲级联赛冠军：2022–23[46]
- 荷蘭盃冠军：2023–24[54]
- 欧足联协会联赛亚军：2021–22[55]
- 告魯夫盾冠军：2024（英语：2024 Johan Cruyff Shield）

个人
- 奥地利足球超级联赛年度最佳阵容：2018–19[56]、2019–20（英语：2019–20 Austrian Football Bundesliga#Team of the Year）[57]
- 欧足联协会联赛赛季最佳阵容：2021–22[58]
- 荷兰足球甲级联赛月度最佳球员：2022年8月[59]